# Miliony oszukanych dziewcząt i chłopców
Miliony oszukanych dziewcząt i chłopców – debiutancki album solowy Bartasa Szymoniaka, drugiego wokalisty grupy Sztywny Pal Azji, wydany 8 czerwca 2015 przez S.P. Records (numer katalogowy: SPCD 06/15). Stylistycznie wydawnictwo prezentuje rock akustyczny z elementami elektroniki i folku. Materiał albumowy został zarejestrowany we wnętrzach kościoła, w Studio S.P. i Iziphonics. W jego powstaniu udział wzięli m.in. Andrzej Izdebski, Sławek Pietrzak, Skubas, Sławek Uniatowski i Georgina Tarasiuk (gościnny śpiew w tytułowym utworze). Płytę promują single: „Bejbi”, „Nagi” i tytułowy „Miliony oszukanych dziewcząt i chłopców”.

## Lista utworów
1. „Bo oni ciebie nie znają”
2. „Pijane kobiety”
3. „Nagi”
4. „Pokolenie Y”
5. „Miliony oszukanych dziewcząt i chłopców” (gościnnie: Georgina Tarasiuk)
6. „Polakowo”
7. „Bejbi [Krótka historia o niepewności]”
8. „Kogo szukam”
9. „Tango dla ciebie”
10. „Narodziny”

## Muzycy
- Bartas Szymoniak – wokal, gitara akustyczna
- Jacek Długosz – gitara akustyczna i elektryczna
- Patryk Walczak – akordeon
- Łukasz Rylski – bas
- Kamil Rylski – perkusja